# Juan Manuel Cajigal
Juan Manuel Cajigal (castellà: Juan Manuel Cagigal y Odoardo)  (Barcelona, 10 d'agost de 1803 - Yaguaraparo, 10 de febrer de 1856), també escrit Cagigal, va ser un matemàtic i militar nascut a l'actual Veneçuela.

## Vida i obra
En quedar orfe en la seva infància va ser educat per un parent llunyà, el mariscal  Juan Manuel de Cajigal y Martínez, qui el va enviar, juntament amb el seu germà gran, Alejandro Manuel, a estudiar a Espanya, a l'acadèmia d'enginyers d'Alcalá de Henares. A partir de 1823 va estar estudiant a París amb Poisson, Legendre, Navier, Laplace i altres i va arribar a tenir tan alta consideració que José Mariano Vallejo el va proposar el 1828 per a dirigir la universitat d'Alcalá.
Però ell va decidir retornar al seu país, aleshores la Gran Colòmbia (un país que ocupava el que avui son Colòmbia, Veneçuela, Panamà i Equador), on sol·licita a Simón Bolívar el rang de capità d'enginyers i proposa la creació d'una acadèmia de matemàtiques per a formar enginyers civils i militars, per encàrrec del Congrés Constituent que li encarrega la missió de desplegar un programa d'estudis de física i matemàtiques.
L'acadèmia no es va fundar fins al 1831, quan els diferents estats de la Gran Colòmbia ja s'havien disgregat, va ser adscrita a la Universitat Central de Veneçuela i ell en va ser el seu director fins al 1841. A partir d'aquest any va exercir càrrecs diplomàtics a Londres i a París.
L'any 1844 va retornar a Veneçuela, però ja es trobava molt malalt, probablement afectat d'una meningoencefalitis, i, després de renunciar a tots els seus càrrecs es retira a viure a Yaguaraparo (Estat Sucre), a la part oriental del país on va estar a cura de la seva família fins a la seva mort el 1856. Va ser enterrat a l'església de Río Caribe (Estat Sucre), però es desconeix la ubicació de les seves despulles perquè, quan es va acordar el seu trasllat al Panteó Nacional de Caracas, ja no eren a la tomba de Río Caribe i tots els esforços per localitzar-les han estat inútils.
Cajigal va publicar cinc obres de matemàtiques: Memoria sobre Integrales Limitadas, Tratado de Mecánica Elemental, Curso de Astronomía, Memoria sobre el Movimiento del Péndulo i Memoria sobre el Cálculo de Variaciones, essent la més original la primera de elles (avui en diríem integrals definides) publicada el 1829. Però, a part de les seves publicacions, cal recordar-lo com el gran impulsor de l'ensenyament de les matemàtiques i la física a Veneçuela i el formador de generacions de matemàtics i enginyers que van tenir una influència notable en la moderna Veneçuela.